# Proschizorhynchella lingulata
Proschizorhynchella lingulata is een platworm (Platyhelminthes). De worm is tweeslachtig. De soort leeft in het zoute water.
Het geslacht Proschizorhynchella, waarin de platworm wordt geplaatst, wordt tot de familie Schizorhynchidae gerekend. De wetenschappelijke naam van de soort werd voor het eerst geldig gepubliceerd in 1989 door Karling.